# 남성 시오후키
남성 시오후키(일본어: 潮吹き, 영어: Male squirting)는 남성이 사정후 자극이 계속되었을 때 체액(오줌)이 분출되는 현상이다.
남성에서 사정 후 자극이 지속되면 전립샘과 골반의 가로무늬근이 강하게 수축되고, 방광 안의 오줌이 요도구멍으로 분출된다.

## 같이 보기
- 사정
- 자위
- 여성 사정
- 후희